# Yokohama Flügels 1993
Questa voce raccoglie le informazioni riguardanti lo Yokohama Flügels nelle competizioni ufficiali della stagione 1993.

## Stagione
Nella stagione inaugurale della J. League lo Yokohama Flügels offrì delle prestazioni alterne ottenendo un totale di sedici vittorie equamente distribuite tra la Suntory Series e la NICOS Series, risultati che le valsero un piazzamento di media classifica. In Coppa Yamazaki Nabisco la squadra superò agevolmente il girone iniziale ottenendo, con un turno di anticipo, la qualificazione alle semifinali dove fu tuttavia eliminata a causa di un golden gol subìto durante i tempi supplementari dell'incontro con il Verdy Kawasaki. Al termine del campionato lo Yokohama Flügels disputò la Coppa dell'Imperatore: dopo aver eliminato il Tanabe Pharma al primo turno, di lì in poi la squadra incontrò, con esito positivo, squadre di massima serie come gli Urawa Red Diamonds e le due candidate alla vittoria del campionato del Verdy Kawasaki e del Sanfrecce Hiroshima. Nella finale contro il Kashima Antlers, lo Yokohama Flügels rimontò con due rigori l'iniziale svantaggio per poi subire il pari allo scadere; il risultato rimase in equilibrio sino allo scadere dei tempi supplementari, quando quattro reti segnate in sette minuti consegnarono alla squadra il suo primo trofeo nazionale e l'esordio sul palcoscenico continentale con la qualificazione in Coppa delle Coppe dell'AFC.

## Maglie e sponsor
Vengono confermate le maglie della stagione precedente, prodotte dalla Puma e con gli sponsor ANA SATO per la parte anteriore, Idemitsu sulla manica e Bandai sulla parte posteriore. In campionato vengono utilizzate divise prodotte dalla Mizuno, con un analogo motivo.
| Manica sinistra · Manica sinistra · Maglietta · Maglietta · Manica destra · Manica destra · Pantaloncini · Calzettoni |

## Rosa
| N. |                      | Ruolo | Calciatore         |
| -- | -------------------- | ----- | ------------------ |
|    | Giappone (bandiera)  | P     | Ryūji Ishizue      |
|    | Giappone (bandiera)  | P     | Masahiko Nakagawa  |
|    | Giappone (bandiera)  | P     | Hiroshi Sato       |
|    | Giappone (bandiera)  | P     | Atsuhiko Mori      |
|    | Giappone (bandiera)  | D     | Naoto Hori         |
|    | Giappone (bandiera)  | D     | Atsuhiro Iwai      |
|    | Giappone (bandiera)  | D     | Nobuyuki Oishi     |
|    | Giappone (bandiera)  | D     | Nobuo Maruyama     |
|    | Argentina (bandiera) | D     | Fernando Moner     |
|    | Giappone (bandiera)  | D     | Naoto Ōtake        |
|    | Giappone (bandiera)  | D     | Ippei Watanabe     |
|    | Giappone (bandiera)  | D     | Norihiro Satsukawa |
|    | Giappone (bandiera)  | D     | Ichizō Nakata      |
|    | Giappone (bandiera)  | D     | Yoshizumi Keita    |
|    | Giappone (bandiera)  | D     | Masaaki Takada     |
|    | Giappone (bandiera)  | C     | Shunichi Ikenoue   |
|    | Giappone (bandiera)  | C     | Motohiro Yamaguchi |
|    | Giappone (bandiera)  | C     | Masakiyo Maezono   |
|    | Brasile (bandiera)   | C     | Edu                |
|    | Giappone (bandiera)  | C     | Akihiko Ichikawa   |
|    | Giappone (bandiera)  | C     | Manabu Umezawa     |
|    | Giappone (bandiera)  | C     | Yoshiyuki Sakamoto |

| N. |                        | Ruolo | Calciatore            |
| -- | ---------------------- | ----- | --------------------- |
|    | Giappone (bandiera)    | C     | Jun Naitō             |
|    | Giappone (bandiera)    | C     | Hideki Katsura        |
|    | Giappone (bandiera)    | C     | Shūta Sonoda          |
|    | Giappone (bandiera)    | C     | Yasuharu Sorimachi    |
|    | Giappone (bandiera)    | C     | Shinji Kobayashi      |
|    | El Salvador (bandiera) | A     | Jaime Rodríguez       |
|    | Giappone (bandiera)    | A     | Takashi Uemura        |
|    | Giappone (bandiera)    | A     | Tomohiro Irie         |
|    | Giappone (bandiera)    | A     | Hideki Yoshioka       |
|    | Giappone (bandiera)    | A     | Ryō Adachi            |
|    | Giappone (bandiera)    | A     | Takashi Kawamura      |
|    | Giappone (bandiera)    | A     | Osamu Maeda           |
|    | Brasile (bandiera)     | A     | Angelo Carlos Pretti  |
|    | Giappone (bandiera)    | A     | Hitoshi Tomishima     |
|    | Giappone (bandiera)    | A     | Shuji Kusano          |
|    | Giappone (bandiera)    | A     | Makoto Saegawa        |
|    | Giappone (bandiera)    | A     | Hideaki Kaetsu        |
|    | Giappone (bandiera)    | A     | Satoru Ogata          |
|    | Brasile (bandiera)     | A     | Aldrovani Menon       |
|    | Giappone (bandiera)    | A     | Satoshi Yoneyama      |
|    | Giappone (bandiera)    | A     | Seiichiro Okuno       |
|    | Paraguay (bandiera)    | A     | Raúl Vicente Amarilla |

## Calciomercato

### Precampionato
| Acquisti | Acquisti             | Acquisti  | Acquisti |
| R.       | Nome                 | da        | Modalità |
| -------- | -------------------- | --------- | -------- |
| D        | Nobuyuki Ōishi       |           |          |
| D        | Nobuo Maruyama       |           |          |
| D        | Fernando Moner       |           |          |
| C        | Edu                  | Palmeiras |          |
| A        | Angelo Carlos Pretti | XV de Jaú |          |
| A        | Aldrovani Menon      | Matsubara |          |
| A        | Shuji Kusano         |           |          |
| A        | Makoto Segawa        |           |          |
| A        | Hideaki Kaetsu       |           |          |
| A        | Satoru Ogata         |           |          |
| A        | Satoshi Yoneyama     |           |          |
| A        | Seiichiro Okuno      |           |          |

| Cessioni | Cessioni          | Cessioni            | Cessioni |
| R.       | Nome              | a                   | Modalità |
| -------- | ----------------- | ------------------- | -------- |
| D        | Yoshinori Taguchi | Sanfrecce Hiroshima |          |
| D        | Tadaaki Kawahara  |                     |          |
| C        | Musashi Mizushima |                     | ritirato |
| C        | Alfred Jermaniš   | Koper               |          |
| A        | Primož Gliha      | Mura 05             |          |

### Durante la stagione
| Acquisti | Acquisti              | Acquisti | Acquisti |
| R.       | Nome                  | da       | Modalità |
| -------- | --------------------- | -------- | -------- |
| A        | Raúl Vicente Amarilla | Olimpia  |          |

## Risultati

### J. League

#### Suntory Series
| Yokohama 16 maggio 1993 | Yokohama Flügels | 3 – 2 | Shimizu S-Pulse | Mitsuzawa Stadium |

| Kashima 19 maggio 1993 | Kashima Antlers | 3 – 2 | Yokohama Flügels | Kashima Soccer Stadium |

| Yokohama 22 maggio 1993 | Yokohama Flügels | 3 – 1 | Urawa Reds | Mitsuzawa Stadium |

| Nagoya 26 maggio 1993 | Nagoya Grampus E. | 1 – 2 | Yokohama Flügels | Mizuho Rugby Stadium |

| Kagoshima 29 maggio 1993 | Yokohama Flügels | 1 – 2 | Sanfrecce | Kagoshima Kamoike Stadium |

| Yokohama 2 giugno 1993 | Yokohama Flügels | 0 – 1 | Gamba Osaka | Mitsuzawa Stadium |

| Tokyo 5 giugno 1993                          | Verdy Kawasaki       | 1 – 1 (d.t.s.) | Yokohama Flügels | National Stadium |
| \| \| \| \| \| \| Tiri di rigore 5 – 4 \| \| |                      |                |                  |                  |
|                                              |                      |                |                  |                  |
|                                              | Tiri di rigore 5 – 4 |                |                  |                  |

| Yokohama 9 giugno 1993 | Yokohama Flügels | 1 – 0 | JEF United | Mitsuzawa Stadium |

| Yokohama 12 giugno 1993 | Yokohama Marinos | 3 – 2 | Yokohama Flügels | Mitsuzawa Stadium |

| Yokohama 16 giugno 1993 | Yokohama Flügels | 2 – 0 | Kashima Antlers | Mitsuzawa Stadium |

| Shizuoka 19 giugno 1993 | Shimizu S-Pulse | 1 – 0 | Yokohama Flügels | Nihondaira Sports Stadium |

| Kumamoto 23 giugno 1993 | Yokohama Flügels | 1 – 2 (d.t.s.) | Nagoya Grampus E. | Suizenji Stadium |

| Hiroshima 29 giugno 1993 | Sanfrecce | 1 – 2 (d.t.s.) | Yokohama Flügels | Hiroshima Big Arch |

| Osaka 30 giugno 1993 | Gamba Osaka | 2 – 1 | Yokohama Flügels | Osaka Expo '70 Stadium |

| Nagasaki 3 luglio 1993                       | Yokohama Flügels     | 0 – 0 (d.t.s.) | Verdy Kawasaki | Nagasaki Athletics Stadium |
| \| \| \| \| \| \| Tiri di rigore 1 – 3 \| \| |                      |                |                |                            |
|                                              |                      |                |                |                            |
|                                              | Tiri di rigore 1 – 3 |                |                |                            |

| Ichihara 7 luglio 1993 | JEF United | 1 – 0 (d.t.s.) | Yokohama Flügels | Ichihara Seaside Stadium |

| Yokohama 10 luglio 1993 | Yokohama Flügels | 1 – 0 | Yokohama Marinos | Mitsuzawa Stadium |

| Saitama 14 luglio 1993 | Urawa Reds | 0 – 2 | Yokohama Flügels | Urawa Komaba Stadium |

#### NICOS Series
| Kobe 24 luglio 1993 | Nagoya Grampus E. | 1 – 2 | Yokohama Flügels | Kobe Universiade Memorial Stadium |

| Yokohama 31 luglio 1993 | Yokohama Flügels | 2 – 3 | JEF United | Mitsuzawa Stadium |

| Hiroshima 4 agosto 1993 | Sanfrecce | 3 – 0 | Yokohama Flügels | Hiroshima Big Arch |

| Kumamoto 7 agosto 1993 | Yokohama Flügels | 0 – 1 (d.t.s.) | Shimizu S-Pulse | Suizenji Stadium |

| Kashima 14 agosto 1993 | Kashima Antlers | 1 – 2 | Yokohama Flügels | Kashima Soccer Stadium |

| Saitama 20 agosto 1993 | Urawa Reds | 0 – 1 | Yokohama Flügels | Urawa Komaba Stadium |

| Tokyo 25 agosto 1993 | Yokohama Flügels | 0 – 1 | Verdy Kawasaki | National Stadium |

| Osaka 28 agosto 1993                         | Gamba Osaka          | 0 – 0 (d.t.s.) | Yokohama Flügels | Osaka Expo '70 Stadium |
| \| \| \| \| \| \| Tiri di rigore 4 – 5 \| \| |                      |                |                  |                        |
|                                              |                      |                |                  |                        |
|                                              | Tiri di rigore 4 – 5 |                |                  |                        |

| Yokohama 3 settembre 1993 | Yokohama Flügels | 3 – 2 | Yokohama Marinos | Mitsuzawa Stadium |

| Tokyo 6 novembre 1993 | JEF United | 1 – 2 (d.t.s.) | Yokohama Flügels | National Stadium |

| Nagasaki 10 novembre 1993 | Yokohama Flügels | 1 – 0 | Nagoya Grampus E. | Nagasaki Athletic Stadium |

| Shizuoka 13 novembre 1993 | Shimizu S-Pulse | 3 – 1 | Yokohama Flügels | Kusanagi Athletic Stadium |

| Kumamoto 17 novembre 1993 | Yokohama Flügels | 2 – 3 (d.t.s.) | Kashima Antlers | Suizenji Stadium |

| Kagoshima 20 novembre 1993 | Yokohama Flügels | 2 – 1 | Urawa Reds | Kagoshima Kamoike Stadium |

| Tokyo 27 novembre 1993 | Verdy Kawasaki | 3 – 0 | Yokohama Flügels | Todoroki Athletics Stadium |

| Nagasaki 1º dicembre 1993 | Yokohama Flügels | 0 – 1 | Gamba Osaka | Nagasaki Athletic Stadium |

| Yokohama 8 dicembre 1993 | Yokohama Marinos | 4 – 1 | Yokohama Flügels | Mitsuzawa Stadium |

| Yokohama 15 dicembre 1993 | Yokohama Flügels | 1 – 2 | Sanfrecce | Mitsuzawa Stadium |

### Coppa dell'Imperatore
| Yokohama 5 dicembre 1993 | Yokohama Flügels | 4 – 1 | Tanabe Pharma | Mitsuzawa Stadium |

| Utsunomiya 11 dicembre 1993 | Yokohama Flügels | 4 – 3 (d.t.s.) | Urawa Reds | Tochigi Green Stadium |

| Fukuoka 19 dicembre 1993 | Yokohama Flügels | 2 – 1 | Verdy Kawasaki | Hakatanomori Athletic Stadium |

| Kobe 23 dicembre 1993 | Sanfrecce | 1 – 3 (d.t.s.) | Yokohama Flügels | Kobe Universiade Memorial Stadium |

| Tokyo 1º gennaio 1994 | Kashima Antlers | 2 – 6 (d.t.s.) | Yokohama Flügels | National Stadium |

### Coppa Yamazaki Nabisco
| Yokohama 11 settembre 1993 | Yokohama Flügels | 3 – 1 | Yokohama Marinos | Mitsuzawa Stadium |

| Saitama 18 settembre 1993                    | Urawa Reds           | 1 – 1 (d.t.s.) | Yokohama Flügels | Omiya Football Stadium |
| \| \| \| \| \| \| Tiri di rigore 4 – 5 \| \| |                      |                |                  |                        |
|                                              |                      |                |                  |                        |
|                                              | Tiri di rigore 4 – 5 |                |                  |                        |

| Hamamatsu 25 settembre 1993                  | Júbilo Iwata         | 2 – 2 (d.t.s.) | Yokohama Flügels | Hamamatsu Stadium |
| \| \| \| \| \| \| Tiri di rigore 3 – 4 \| \| |                      |                |                  |                   |
|                                              |                      |                |                  |                   |
|                                              | Tiri di rigore 3 – 4 |                |                  |                   |

| Tokyo 2 ottobre 1993 | Yokohama Flügels | 3 – 1 (d.t.s.) | Shimizu S-Pulse | National Stadium |

| Nagoya 16 ottobre 1993 | Nagoya Grampus E. | 1 – 0 (d.t.s.) | Yokohama Flügels | Minato Soccer Stadium |

| Tokyo 23 ottobre 1993 | Verdy Kawasaki | 3 – 0 | Yokohama Flügels | Todoroki Athletics Stadium |

## Statistiche

### Statistiche di squadra
| Competizione           | Punti | Totale | Totale | Totale | Totale | Totale | Totale | DR  |
| Competizione           | Punti | G      | V      | N      | P      | Gf     | Gs     | DR  |
| ---------------------- | ----- | ------ | ------ | ------ | ------ | ------ | ------ | --- |
| J. League              | -     | 36     | 16     | 0      | 20     | 51     | 65     | -14 |
| Coppa Yamazaki Nabisco | -     | 6      | 2      | 2      | 2      | 8      | 8      | 0   |
| Coppa dell'Imperatore  | -     | 5      | 5      | 0      | 0      | 18     | 8      | +10 |
| Totale                 | -     | 47     | 23     | 2      | 22     | 77     | 81     | -4  |

### Statistiche dei giocatori
| Giocatore    | J. League | J. League | J. League   | J. League  | Coppa dell'Imperatore | Coppa dell'Imperatore | Coppa dell'Imperatore | Coppa dell'Imperatore | Nabisco Cup | Nabisco Cup | Nabisco Cup | Nabisco Cup | Totale   | Totale | Totale      | Totale     |
| Giocatore    | Presenze  | Reti      | Ammonizioni | Espulsioni | Presenze              | Reti                  | Ammonizioni           | Espulsioni            | Presenze    | Reti        | Ammonizioni | Espulsioni  | Presenze | Reti   | Ammonizioni | Espulsioni |
| ------------ | --------- | --------- | ----------- | ---------- | --------------------- | --------------------- | --------------------- | --------------------- | ----------- | ----------- | ----------- | ----------- | -------- | ------ | ----------- | ---------- |
| Aldrovani    | 7         | 3         | 0           | 0          | 5                     | 3                     | 0                     | 0                     | 4           | 0           | 0           | 0           | 16       | 6      | 0           | 0          |
| R. Amarilla  | 15        | 5         | 0           | 0          | 0                     | 0                     | 0                     | 0                     | 3           | 2           | 0           | 0           | 18       | 7      | 0           | 0          |
| Angelo       | 13        | 3         | 0           | 0          | 0                     | 0                     | 0                     | 0                     | 0           | 0           | 0           | 0           | 13       | 3      | 0           | 0          |
| Edu          | 30        | 6         | 0           | 0          | 5                     | 5                     | 0                     | 0                     | 4           | 2           | 0           | 0           | 39       | 13     | 0           | 0          |
| R. Amarilla  | 15        | 5         | 0           | 0          | 0                     | 0                     | 0                     | 0                     | 3           | 2           | 0           | 0           | 18       | 7      | 0           | 0          |
| N. Hori      | 5         | 0         | 0           | 0          | 0                     | 0                     | 0                     | 0                     | 0           | 0           | 0           | 0           | 5        | 0      | 0           | 0          |
| S. Ikenoue   | 1         | 0         | 0           | 0          | 0                     | 0                     | 0                     | 0                     | 0           | 0           | 0           | 0           | 1        | 0      | 0           | 0          |
| R. Ishizue   | 0         | 0         | 0           | 0          | 1                     | 0                     | 0                     | 0                     | 0           | 0           | 0           | 0           | 1        | 0      | 0           | 0          |
| A. Iwai      | 34        | 1         | 0           | 0          | 5                     | 0                     | 0                     | 0                     | 6           | 0           | 0           | 0           | 45       | 1      | 0           | 0          |
| H. Iwai      | 27        | 0         | 0           | 0          | 4                     | 0                     | 0                     | 0                     | 6           | 0           | 0           | 0           | 37       | 0      | 0           | 0          |
| O. Maeda     | 32        | 10        | 0           | 0          | 5                     | 4                     | 0                     | 0                     | 6           | 1           | 0           | 0           | 43       | 15     | 0           | 0          |
| M. Maezono   | 24        | 2         | 0           | 0          | 5                     | 1                     | 0                     | 0                     | 5           | 0           | 0           | 0           | 34       | 3      | 0           | 0          |
| F. Moner     | 29        | 3         | 0           | 0          | 4                     | 2                     | 0                     | 0                     | 5           | 1           | 0           | 0           | 38       | 6      | 0           | 0          |
| A. Mori      | 36        | 0         | 0           | 0          | 4                     | 0                     | 0                     | 0                     | 6           | 0           | 0           | 0           | 46       | 0      | 0           | 0          |
| I. Nakata    | 15        | 0         | 0           | 0          | 1                     | 0                     | 0                     | 0                     | 3           | 0           | 0           | 0           | 19       | 0      | 0           | 0          |
| N. Otake     | 33        | 0         | 0           | 0          | 5                     | 0                     | 0                     | 0                     | 0           | 0           | 0           | 0           | 38       | 0      | 0           | 0          |
| J. Rodríguez | 2         | 0         | 0           | 0          | 0                     | 0                     | 0                     | 0                     | 0           | 0           | 0           | 0           | 2        | 0      | 0           | 0          |
| Y. Sakamoto  | 3         | 0         | 0           | 0          | 1                     | 0                     | 0                     | 0                     | 1           | 0           | 0           | 0           | 5        | 0      | 0           | 0          |
| N. Satsukawa | 20        | 0         | 0           | 0          | 4                     | 0                     | 0                     | 0                     | 5           | 0           | 0           | 0           | 29       | 0      | 0           | 0          |
| Y. Sorimachi | 26        | 1         | 0           | 0          | 3                     | 1                     | 0                     | 0                     | 6           | 2           | 0           | 0           | 35       | 4      | 0           | 0          |
| M. Takada    | 33        | 2         | 0           | 0          | 5                     | 1                     | 0                     | 0                     | 4           | 0           | 0           | 0           | 42       | 3      | 0           | 0          |
| H. Tomishima | 12        | 1         | 0           | 0          | 0                     | 0                     | 0                     | 0                     | 0           | 0           | 0           | 0           | 12       | 1      | 0           | 0          |
| I. Watanabe  | 28        | 3         | 0           | 0          | 2                     | 1                     | 0                     | 0                     | 4           | 0           | 0           | 0           | 34       | 4      | 0           | 0          |
| M. Yamaguchi | 35        | 3         | 0           | 0          | 4                     | 0                     | 0                     | 0                     | 6           | 1           | 0           | 0           | 45       | 4      | 0           | 0          |